# Håkan Carlqvist
Håkan Carlqvist   (municipi de Järfälla, 15 de gener de 1954 - Toló, 6 de juliol de 2017), popularment conegut com a Carla, fou un pilot de motocròs suec, Campió del Món en 250cc el 1979 i en 500cc el 1983. Es va morir d'un infart a 63 anys mentre era ingressat a l'hospital de Sant Nari, prop de Toló, l'endemà d'haver patit una hemorràgia cerebral.

## Resum biogràfic
Carlqvist nasqué en una família molt afeccionada al motocròs i entre els deu i quinze anys col·laborà amb els seus germans grans (practicants d'aquest esport) tot ajudant-los a netejar i a reparar les seves motocicletes; mentrestant, però, es dedicava professionalment al hoquei sobre gel, esport que començà a practicar seriosament el 1966, a dotze anys. El 1971, a setze anys, decidí canviar al motocròs i es comprà amb els seus estalvis una Penton 125 cc d'enduro, la qual transformà en moto de cross i començà a competir-hi, guanyant les tres primeres curses que corregué. A mitja temporada canvià la seva motocicleta desfasada per una Maico 125 cc molt més competitiva. Ja el 1972 li comprà a Håkan Andersson una de les seves Maico 250 cc per tal de disputar el Campionat de Suècia, amb tan mala sort que a l'única cursa de classificació per al campionat va trencar la cadena de la seva moto. El 1973 tingué més sort i, després de guanyar la cursa classificatòria, realitzà una bona temporada acabant el campionat en la setena posició final.

### 1974, Debut al mundial
El 1973 Carlqvist acceptà una oferta del fabricant català OSSA per a disputar el Campionat del Món de 250 cc amb la Phantom a partir de 1974. Va aconseguir acabar entre els deu primers ja al tercer GP d'aquella temporada, el d'Alemanya. Aquell mateix any acabà tercer al Campionat de Suècia, però quan tot li anava de cara tingué la dissort de lesionar-se el canell en uns entrenaments durant l'hivern, i així va perdre gairebé tota la temporada de 1975.
A mitjan temporada de 1976 OSSA abandonà la competició per problemes econòmics, i Carlqvist acabà l'any pilotant una Kawasaki que li deixà el seu compatriota Torleif Hansen. Amb aquella moto acabà 15è al mundial i subcampió de Suècia, amb el resultat que el fabricant suec Husqvarna es fixés en ell i li oferís un contracte de pilot oficial per a 1977, que Carlqvist acceptà.
L'any 1977, que havia de ser el de la seva consagració definitiva, fou molt advers per a Carlqvist, ja que al GP de Bèlgica (on arribava en tercer lloc provisional del Campionat del Món), es lesionà greument la cama i el genoll. Aquesta lesió gairebé li feu perdre tota la temporada, i just quan reapareixia, al GP de Gran Bretanya, s'acabà de lesionar per tot l'any.

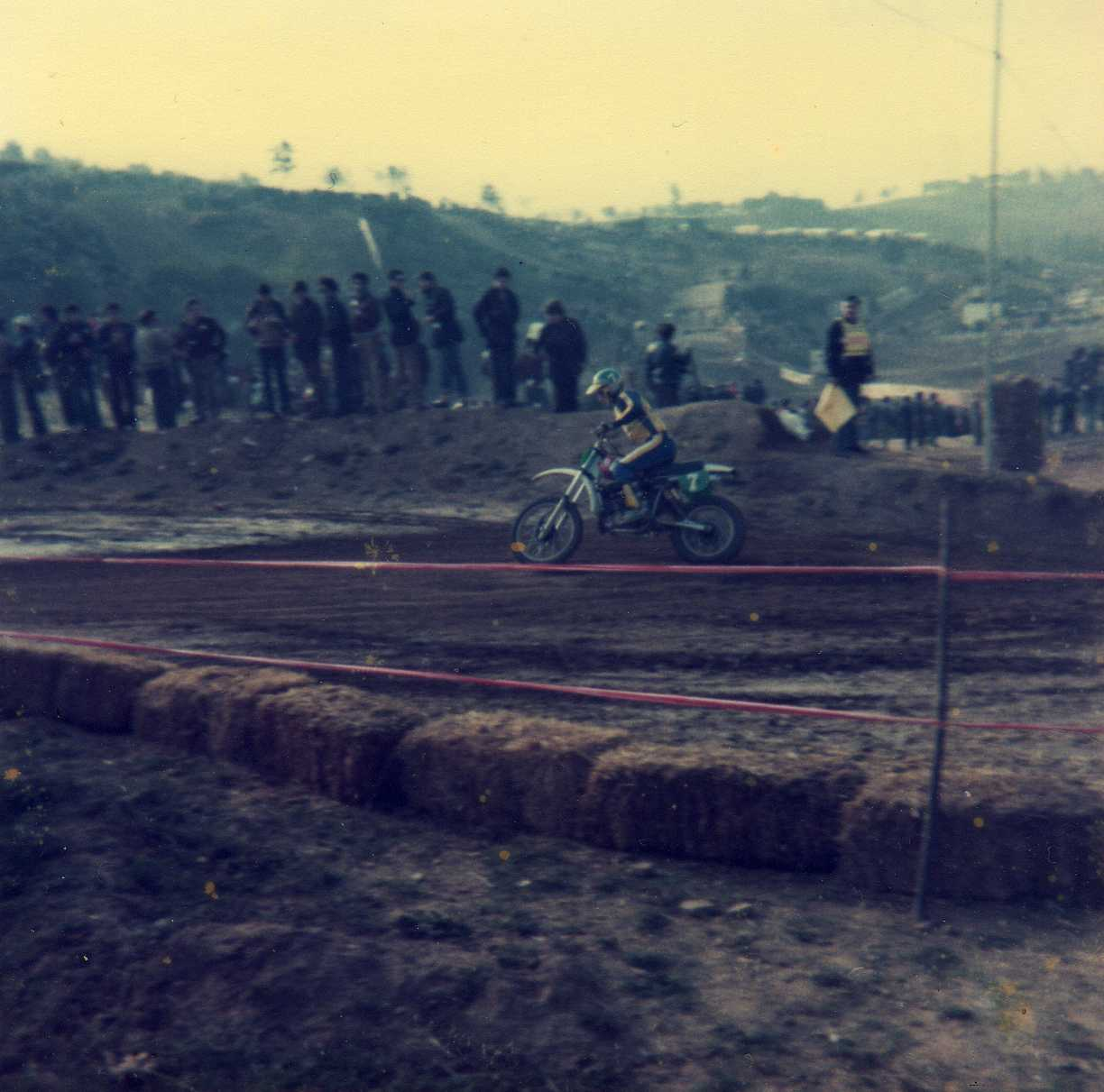
Amb la Husqvarna al Circuit del Vallès el

En vistes del fracàs inicial, Husqvarna li retirà el suport oficial per a la temporada de 1978, cedint-li només les motocicletes i premis en metàl·lic en funció dels resultats. Tot i així, aconseguí acabar aquella temporada en el setè lloc final, guanyant fins i tot una mànega al GP d'Espanya disputat al Circuit del Vallès i una altra al Trophée des Nations.
Veient el bon paper fet per Carlqvist el 78, Husqvarna li renovà la confiança per a 1979 i el dotà d'un complet equip de suport, que l'ajudà a aconseguir el seu primer títol mundial de forma aclaparadora. Tot i que la temporada començà de forma incerta, aviat el suec dominà el campionat de tal manera que acabà guanyant 14 de les 21 mànegues que va córrer. Val a dir que aquell any patí una altra lesió en caure al GP de Finlàndia, però afortunadament se'n refeu aviat i això no li impedí cloure una temporada brillant.

### 1980, Canvi als 500 cc
El 1980 va fitxar per Yamaha i va passar a la categoria màxima, els 500 cc, assolint-hi la tercera posició final les temporades de 1981 i 1982. El 1983, després d'una recordada batalla durant tota la temporada amb els oficials d'Honda André Malherbe i Graham Noyce, Carlqvist aconseguí el seu títol mundial en els 500 cc. El 1984 una lesió li impedí de defensar el seu títol.
Després d'haver estat a l'equip oficial de Yamaha fins al 1986, el 1987 va passar a pilotar una Kawasaki KX500 privada, amb la qual va seguir disputant el mundial d'aquella temporada i el del 1988. La seva darrera victòria en un Gran Premi fou al GP de Bèlgica de 1988, celebrat al circuit de Namur. En aquella ocasió, protagonitzà una cèlebre anècdota en aturar-se en plena cursa, durant una de les mànegues, per a fer un glop de cervesa (el famós «Carla's Beer Stop»). Tot seguit, tornà a la cursa i acabà guanyant ambdues mànegues i el Gran Premi.

## Palmarès al Campionat del Món
| Any          | Motocicleta   | 500cc      | 250cc |
| ------------ | ------------- | ---------- | ----- |
| 1974         | OSSA          | -          | 25è   |
| 1975         | OSSA          | -          | 23è   |
| 1976         | OSSA/Kawasaki | -          | 15è   |
| 1977         | Husqvarna     | -          | 17è   |
| 1978         | Husqvarna     | -          | 7è    |
| 1979         | Husqvarna     | -          | 1r    |
| 1980         | Yamaha        | 3r         | -     |
| 1981         | Yamaha        | 3r         | -     |
| 1982         | Yamaha        | 8è         | -     |
| 1983         | Yamaha        | 1r         | -     |
| 1984         | Yamaha        | 10è        | -     |
| 1985         | Yamaha        | 16è        | -     |
| 1986         | Yamaha        | 8è         | -     |
| 1987         | Kawasaki      | 12è        | -     |
| 1988         | Kawasaki      | 10è        | -     |
| Total títols | Total títols  | 1          | 1     |
|              |               | 2 mundials |       |

1. ↑  Lesionat